# Djidja
Djidja – miasto w Beninie, w departamencie Zou. Położone jest około 120 km na północny zachód od stolicy kraju, Porto-Novo. W spisie ludności z 11 maja 2013 roku liczyło 23 781 mieszkańców.